# Jean Ier de Ponthieu
Pour les articles homonymes, voir Jean Ier.
Jean Ier de Ponthieu (1141 - 30/6/1191) fut comte de Ponthieu à partir de 1147 à la mort de son père Guy II de Ponthieu et du vivant de son grand-père Guillaume Ier de Ponthieu.
Fils de Guy II de Ponthieu (1115 - 1147), comte de Ponthieu, et petit-fils d'Hélène de Bourgogne (1085 † 1141).

## Biographie
Il fit don d'une partie de ses forêts (l'actuel bois de Bonance, sur la commune de Grand-Laviers) à la maladrerie des Frères du Val, une léproserie fondée à Abbeville par les abbés de Saint-Riquier.
Il adopta des armoiries semblables à celles des ducs de Bourgogne, qui étaient ses cousins germains par sa grand-mère maternelle.
À peine au pouvoir, il eut une guerre avec Bernard III, seigneur de Saint-Valery, car il avait fortifié le Crotoy, Domart, Berneuil et de Bernaville qui hébergeait pillards et incendiaires. Après différentes hostilités, le roi Louis le Jeune ordonna que les parties s'accordent devant son conseil. Il fut décidé que l'affaire, très embrouillée, serait réglée par duel. Avant que le duel eût lieu, les parties se mirent finalement d'accord en mai 1150 : le Crotoy demeurait au comte et Domart, Berneuil et Bernaville allaient au seigneur de Saint-Valery.
En 1166, Jean consentit à la cession que son aïeul avait faite au roi d'Angleterre Henri II, des châteaux d'Alençon et de la Roche-Mabile, pour y stationner des garnisons normandes et anglaises. En 1168, Jean ayant refusé le passage des troupes d'Henri II d'Angleterre sur ses terres, car ce dernier était en guerre avec Louis le Jeune, Henri II d'Angleterre brûla plusieurs possessions de Jean dont le Vimeu.
En 1173, Jean soutint le parti de Henri au Court-Mantel, révolté contre le roi d'Angleterre, son père.
Le 9 juin 1184, il confirma le droit de commune aux habitants d'Abbeville accordé en 1130 par son aïeul, Guillaume.
En 1190, il partit pour la Terre-Sainte avec le roi Philippe Auguste. Il mourut au Siège de Saint-Jean-d'Acre (1191). Il fut inhumé à l'abbaye de Saint-Josse-aux-Bois.

## Mariage et enfants
Il épousa :
1. Mahaut ;
2. Laure, fille de Bernard III de Saint Valéry, dont il se sépara, ce qui lui valut une menace d'excommunication ;
3. Béatrice, fille d'Anselme de Campdavaine, comte de Saint-Pol, et d'Eustachie de Champagne.

De ces trois épouses, seule Béatrice donna naissance à des enfants :
- Guillaume II († 1221), comte de Ponthieu ;
- Adèle, mariée à Thomas, seigneur de Saint-Valery et de Domart ;
- Marguerite, mariée à Enguerrand de Piquigny, vidame d'Amiens ou avoué héréditaire de l'évêché ;
- Hélène, mariée à Guillaume d'Estouteville.

## Sources
- Maur-François Dantine, Charles Clémencet, Saint-Allais (Nicolas Viton), Ursin Durand, François Clément - « L'art de vérifier les dates des faits historiques, des chartes, des chroniques et autres anciens… » (1770), impr. G.Desprez, Paris, 1 vol. in-folio (xxxvii + 934) p.
- Florentin Lefils - « Histoire civile, politique et religieuse de Saint-Valery et du comté du Vimeu » (1858, Impr. Lorisse ; réimpr. « Monographies des villes et villages de France », 2005) - 1 vol. (VIII-254 p.)  (ISBN 2-84373-746-X).